# Saint-Illiers-la-Ville
Saint-Illiers-la-Ville – miejscowość i gmina we Francji, w regionie Île-de-France, w departamencie Yvelines.
Według danych na rok 1990 gminę zamieszkiwało 228 osób, a gęstość zaludnienia wynosiła 35 osób/km² (wśród 1287 gmin regionu Île-de-France Saint-Illiers-la-Ville plasuje się na 973. miejscu pod względem liczby ludności, natomiast pod względem powierzchni na miejscu 581.).